# Kreuzweg auf dem Rodenberg

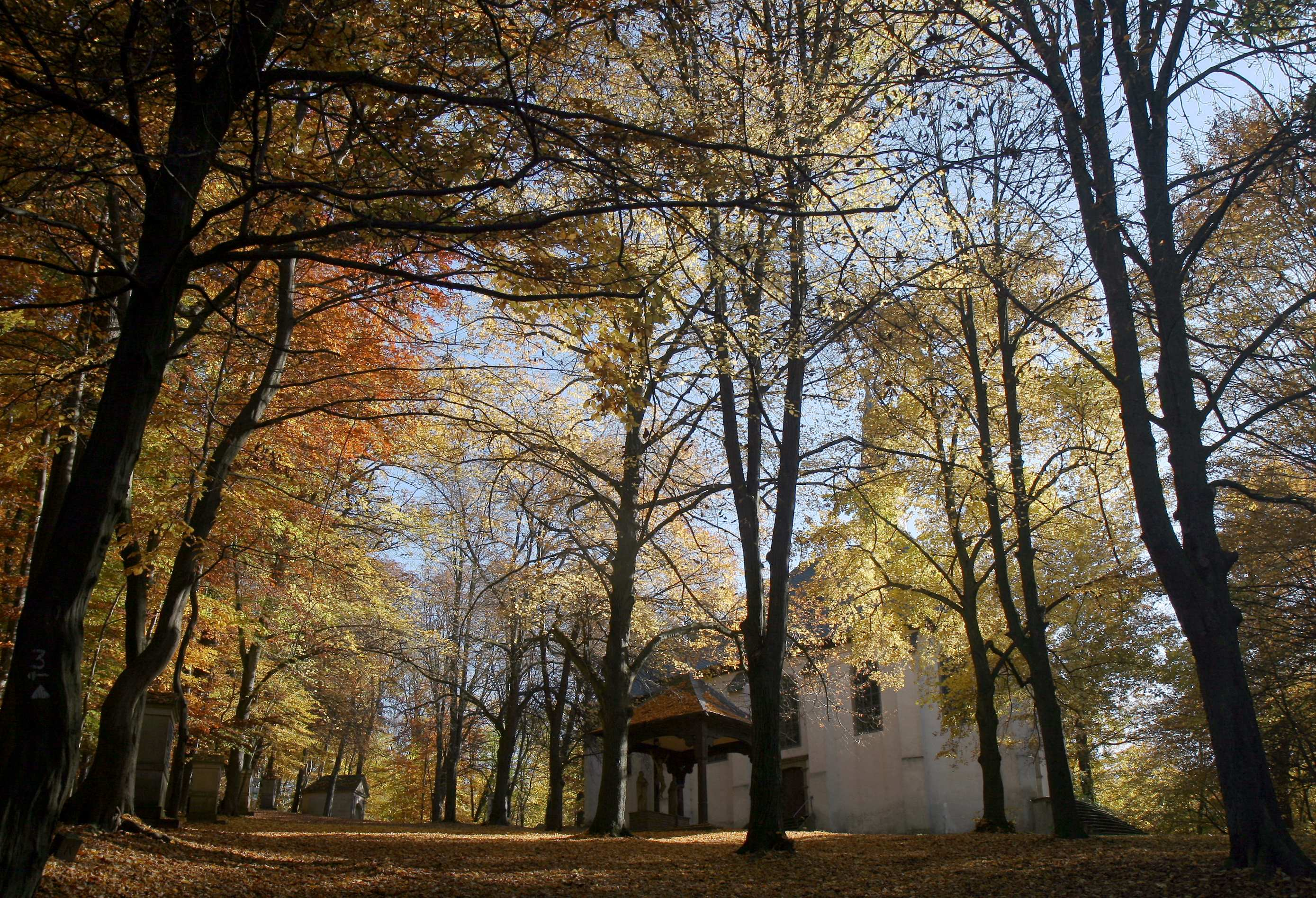
Kreuzweg auf dem Rodenberg

Der Kreuzweg auf dem Rodenberg ist ein denkmalgeschützter Prozessionsweg auf dem Rodenberg in Menden (Sauerland) im Märkischen Kreis (Nordrhein-Westfalen).

## Geschichte und Architektur
Der Prozessionsweg wurde von 1684/85 mit ursprünglich sieben Stationen von der Stadt angelegt. Ziel ist die Heilig-Kreuz-Kapelle. Von der originalen Ausstattung sind die gefassten szenischen Holzreliefs mit derben Figuren, teils vor Architekturkulissen, erhalten. Die Reliefs in den neueren Bildstöcken sind teils klassizistisch, sie stammen vom Anfang des 19. Jahrhunderts. Nördlich der Kreuzkapelle steht ein Pavillon aus Holz für das 1685 gestiftete Bußkreuz, er ist mit 1705 bezeichnet. Der Kreuzweg wurde vorwiegend im 18. und 19. Jahrhundert an Auf- und Abstieg, um Kreuze und Kapellen erweitert.  Bei der Kreuzkapelle stehen zwölf Bildstöcke aus der Zeit von 1865 bis 1866, die Reliefs sind Arbeiten von Chr. Mosecker.